# کراس جانکشن (ویرجینیا)
کراس جانکشن (به انگلیسی: Cross Junction) یک منطقهٔ مسکونی در ایالات متحده آمریکا است که در شهرستان فردریک، ویرجینیا واقع شده‌است.